# André Facchinetti
André Facchinetti, né le 21 juillet 1921 à Neuchâtel et décédé le 4 décembre 1988 à Hauterive, est un joueur de football et entrepreneur suisse.

## Biographie
André Facchinetti est né le 21 juillet 1921 à Neuchâtel. Il est le fils d'Angelo Facchinetti (1876-1949), un tailleur de pierre italien immigré en Suisse en 1896,. Il effectue un apprentissage d'employé de commerce et, parallèlement, une carrière de footballeur. Il est d'abord footballeur au FC Cantonal Neuchâtel dont il rejoint la première équipe à l'âge de seize ans, puis au Servette Football Club lors de la création de la Ligue nationale A en 1945. Avec ce club, il remporte le championnat de Suisse en 1946 et la Coupe de Suisse en 1949,. En 1950, il retourne au FC Cantonal Neuchâtel et joue une seconde finale de la Coupe de Suisse en 1951, qui se solde cette fois-ci par une défaite.
Buteur prolifique en club, il inscrit notamment 15 buts en deuxième division lors de la saison 1943-1944, 13 buts en première division en 1945-1946, et 19 buts en deuxième division en 1949-1950.
Il joue également à deux reprises en équipe nationale, d'abord en 1942 puis en 1949. Il dispute son premier match en équipe de Suisse contre le Portugal (défaite 3-0 à Lisbonne), et son dernier contre l'équipe de France (défaite 4-2 à Colombes). En 1953, il est victime d'un accident de voiture et doit mettre un terme à sa carrière de joueur. Il entraîne alors les juniors, puis la première équipe du Neuchâtel Xamax, alors en première ligue,.
Parallèlement, il devient également entrepreneur dans le domaine de la restauration et fonde et dirige successivement plusieurs établissements dans le canton de Neuchatel. En 1949, il ouvre une entreprise de torréfaction et un bar à café à Neuchâtel, l'un des premiers établissements suisses à utiliser une machine à café italienne.
Il meurt le 4 décembre 1988 à Hauterive. Il est l'oncle de l'entrepreneur et président du Neuchâtel Xamax Gilbert Facchinetti.